# Сінакович Олександр Вадимович
Олександр Вадимович Сінако́вич (нар. 19 січня 1940, Вознесенськ) — український архітектор.

## Біографія
Народився  19 січня 1940 року в місті  Вознесенську Миколаївської області Української РСР. 1963 року закінчив Київський інженерно-будівельний інститут.

## Споруди
- житловий будинок на Театральній площі у Луцьку (1963—1977);
- реконструкція Луцького педагогічного інституту (1966—1968);
- навчальна база лісового господарства у Луцьку (1969—1972);
- центральний універмаг у Луцьку (1971—1976);
- турбаза в смт Ворохті (1977—1979).